# Balaban, Nusaybin
Balaban là một xã thuộc huyện Nusaybin, tỉnh Mardin, Thổ Nhĩ Kỳ. Dân số thời điểm năm 2010 là 286 người.